# Victoria Iftodi
Victoria Iftodi (n. 13 ianuarie 1969, satul Lalova, raionul Rezina) este o juristă din Republica Moldova. A îndeplinit funcția de ministră a justiției în 2004-2006 și 2018-2019.

## Biografie
Victoria Iftodi s-a născut la data de 13 ianuarie 1969, în satul Lalova (raionul Rezina). A absolvit Facultatea de Drept din cadrul Universității de Stat din Moldova.
După absolvirea facultății, și-a început activitatea de notar public în Biroul notarial de stat din municipiul Chișinău. A îndeplinit între anii 1994-1996 funcția de specialist-șef al Biroului de relații între Notariatul de stat și Ministerul Justiției, apoi a lucrat ca notar public în Biroul notarial nr. 2 din Chișinău. În paralel, în perioada 1996-1998, a fost profesoară la Facultatea de Drept a Universității de Stat din Moldova.
Începând din anul 2003 deține postul de viceministru și apoi primvice-ministru al justiției. La data de 8 iulie 2004, prin Decretul Președintelui Republicii Moldova, a fost numită în postul de ministru al justiției.
În baza votului de încredere acordat de Parlament, prin Decretul Președintelui Republicii Moldova, la 19 aprilie 2005, Victoria Iftodi a fost reconfirmată în funcția de ministru justiției. A îndeplinit această funcție până la data de 20 septembrie 2006, când a fost revocată din funcție.
A fost numită apoi în aceeași zi ca Ambasador Extraordinar și Plenipotențiar al Republicii Moldova în Republica Franceză, cu reședința la Paris . Prin cumul a îndeplinit și misiunea de Ambasador Extraordinar și Plenipotențiar al Republicii Moldova în Republica Algeriană Democrată și Populară (din 5 aprilie 2007), în Regatul Spaniei, la UNESCO, Uniunea Latină, precum și Reprezentant Special al Președintelui Republicii Modova la Consiliul Permanent al Francofoniei.
Este căsătorită și are un copil.